# Храброво (Калининградска област)
Вижте пояснителната страница за други значения на Храброво.
Храброво (до 1946 г.: Повунден, на немски: Powunden) е селище от селски тип в Гуревски район на Калининградска област, Русия. Редом със селището е разположено едноименното летище.

## История
Точната дата на основаването на замъка Повунден, който е основата на образуваното около него селище, не е известна. Различни източници посочват следните години: 1261, 1283, 1308 г. През 1370 година замъкът е превзет от литовските войски. По-късно замъкът изчезва – точната дата на неговото изчезване също е неизвестна, за последен път е обозначаван на карта през 1584 г.
През 1950-те години разположената редом със селището бивша база на Луфтвафе е преустроена в съвременно летище, което заменя остарялото летище Девау.

## Забележителности
В селището има останки от старинната църква „Света Барбара“ (основана през 1324 г.), която в съветско време е използвана като „овощебаза“ (склад за плодове и зеленчуци). През 2006 година под слоя мазилка на стена е открита фреска на апостол Павел, която специалистите датират от 14 век, правейки я най-старата фреска на територията на Калининградска област.
Мястото, където по-рано е бил разположен замъкът, все още не е определено.

## Топографски карти
- Лист от карта N-34-IX Калининград. Мащаб: 1 : 200 000. Състояние на местността към 1984 год. Издание 1988 г.
- Кратка историческа справка за селището на официалния сайт на Калининград Архив на оригинала от 2016-03-05 в Wayback Machine.